# Бернар III (граф Комменжа)

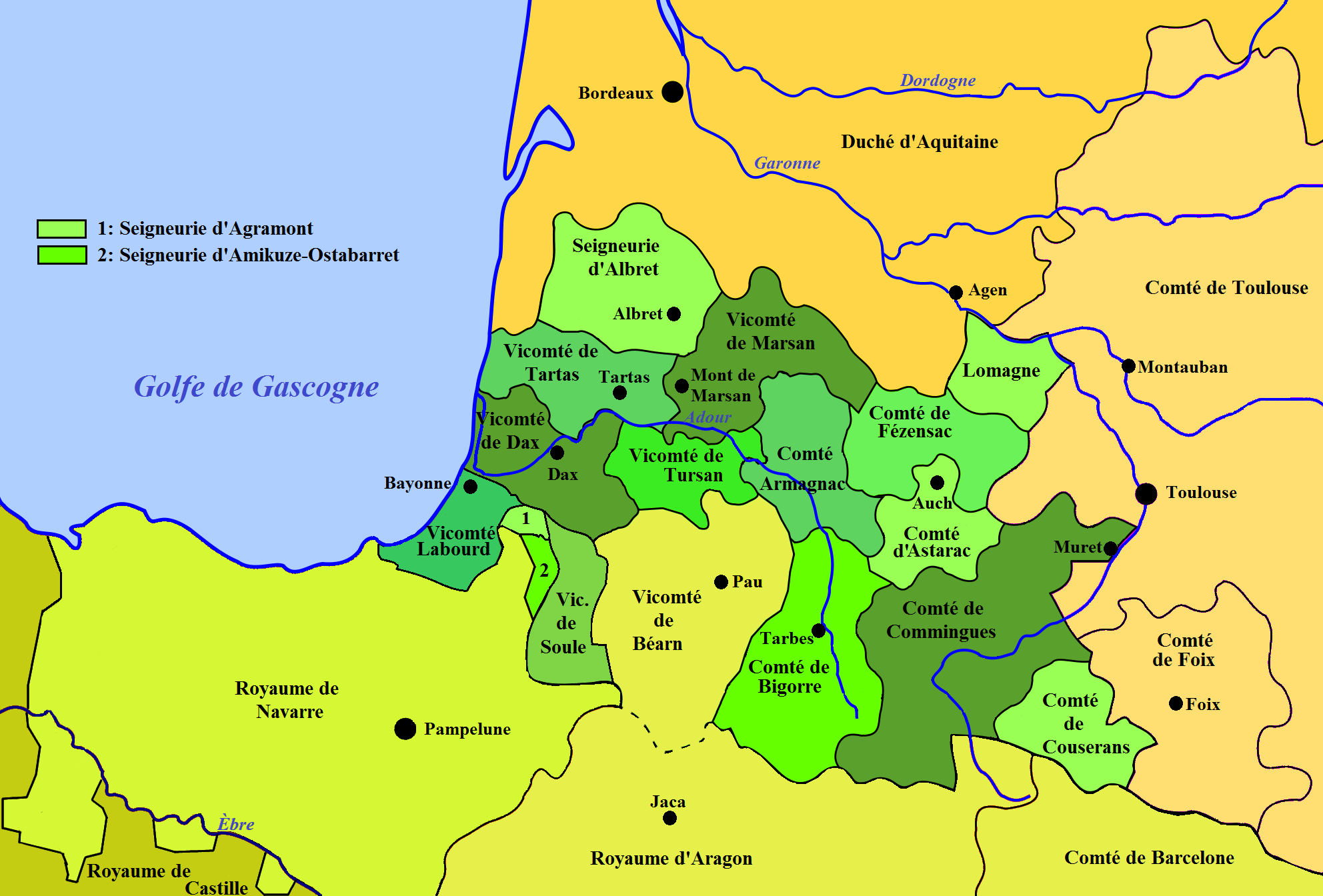
Комменж и Кузеран на карте Гаскони 1150 года

Бернар III Додон (фр. Bernard III de Comminges; ум. 1176/1183) — сеньор де Саматан и де Мюре в 1145—1176 годах, граф Комменжа в 1153—1176 годах из Дома Комменж.
Сын Бернара I и его жены Диас де Саматан. Унаследовал Комменж после смерти старшего брата - Бернара II (ок. 1153), после чего сменил полученное при рождении имя Додон на Бернар.
Жена - Лоранс (Лауренция) Тулузская (ок. 1132 — ок. 1180), внебрачная дочь графа Альфонса Журдена или Раймонда V. Дети:
- Бернар IV (ум. 22 февраля 1225), граф Комменжа,
- Роже I (ум. до 3 апреля 1211), виконт Кузерана
- Ги, сеньор де Савес, жена: Од де Пегильян
- Фортане, сеньор д’Аспе (по правам жены), женат на дочери Арно Раймунда II, сеньора д’Аспе.

Бернар III расширил город Мюре, построил в нём церковь Святого Якова.
В 1176 году отрёкся от престола, перед этим выделив второму сыну Роже часть графства Кузеран с титулом виконта, третьему сыну Ги - сеньорию Савес.
Умер между 1176 и 1183 годами.